# NGC 2940
NGC 2940 је елиптична галаксија у сазвежђу Лав која се налази на NGC листи објеката дубоког неба.
Деклинација објекта је + 9° 37' 2" а ректасцензија 9h 38m 5,1s. Привидна величина (магнитуда) објекта NGC 2940 износи 13,6 а фотографска магнитуда 14,6. Налази се на удаљености од 41,6000 милиона парсека од Сунца. NGC 2940 је још познат и под ознакама MCG 2-25-12, CGCG 63-23, NPM1G +09.0192, PGC 27448.